# کوه و تیغه
کوه و تیغه (انگلیسی: Mount & Blade) یک بازی ویدئویی استراتژی-اکشن نقش‌آفرینی است که توسط شرکت ترکیه‌ای تیل‌ورلدز اینترتیمنت تولید و توسط شرکت سوئدی پارادوکس اینتراکتیو در ۱۶ سپتامبر ۲۰۰۸ در قاره اروپا منتشر شد. در آغاز این بازی گیمر کنترل و شخصی‌سازی کاراکتر یک فئودوم در قرون وسطی در بازی را بر عهده دارد. در بازی بخش‌های مختلفی اعم از استراتژی و نقش‌آفرینی وجود دارد که بازیکن قادر به نبرد و شخصی‌سازی تجهیزات جنگی، تجارت و مدیریت فئودوم خود است.